# Nguyệt thực toàn phần tháng 7 năm 2018
| Nguyệt thực toàn phần 27 tháng 7 năm 2018                       | Nguyệt thực toàn phần 27 tháng 7 năm 2018 |
| --------------------------------------------------------------- | ----------------------------------------- |
| Ecliptic north up Mặt trăng đi qua trung tâm bóng của Trái Đất. |                                           |
| vòng Saros                                                      | 129 (38 trên 71)                          |
| Gamma                                                           | +0.1168                                   |
| Kéo dài (hr:mn:sc)                                              |                                           |
| Toàn phần                                                       | 1:42:57                                   |
| Từng phần                                                       | 3:54:32                                   |
| Penumbral                                                       | 6:13:48                                   |
| Contacts (UTC)                                                  |                                           |
| P1                                                              | 17:14:49                                  |
| U1                                                              | 18:24:27                                  |
| U2                                                              | 19:30:15                                  |
| Greatest                                                        | 20:21:44                                  |
| U3                                                              | 21:13:12                                  |
| U4                                                              | 22:19:00                                  |
| P4                                                              | 23:28:39                                  |

Nguyệt thực toàn phần diễn ra vào ngày 27 tháng 7 năm 2018: Mặt Trăng đi qua trung tâm bóng của Trái Đất lần đầu tiên kể từ nguyệt thực toàn phần ngày 15 tháng 6 năm 2011.
Do nó xảy ra gần củng điểm, đợt nguyệt thực này là nguyệt thực toàn phần dài nhất trong thế kỷ 21. Tổng cộng kéo dài khoảng một giờ và bốn mươi ba phút, một khoảng thời gian, theo tờ The Guardian, "chỉ ngắn về giới hạn lý thuyết của nguyệt thực (một giờ và 47 phút)."  Mặt Trăng vẫn còn ít nhất một phần trong bóng tối của Trái Đất trong tổng cộng bốn giờ.
Đợt nguyệt thực này là nhật thực toàn phần thứ hai vào năm 2018, sau khi nguyệt thực tháng 1 năm 2018. Nguyệt thực tháng 7 xảy ra đồng thời với sự đối diện perihelic của Sao Hỏa, một sự trùng hợp ngẫu nhiên xảy ra sau mỗi 25.000 năm.

## Bối cảnh

Hoạt ảnh thể hiện sự xuất hiện gần đúng của Mặt trăng đi qua bóng của Trái Đất

Nguyệt thực xảy ra khi Mặt Trăng đi qua trong umbra (bóng) của Trái Đất (bóng tối). Khi nhật thực bắt đầu, bóng của Trái Đất đầu tiên làm tối một chút Mặt Trăng. Sau đó, bóng của Trái Đất bắt đầu "che phủ" một phần của Mặt trăng, biến nó thành màu nâu đỏ đậm (thường là - màu sắc có thể thay đổi tùy theo điều kiện khí quyển). Mặt Trăng dường như có màu đỏ vì sự tán xạ Rayleigh (tác dụng tương tự khiến cho hoàng hôn xuất hiện màu đỏ) và khúc xạ ánh sáng đó bởi bầu khí quyển của Trái Đất vào umbra của nó.
Độ sáng của Mặt Trăng được phóng đại trong bóng tối umbral. Phần phía nam của Mặt trăng gần với trung tâm của bóng tối, làm cho nó trở thành màu tối nhất, và có màu đỏ nhất. 

## Nhìn thấy

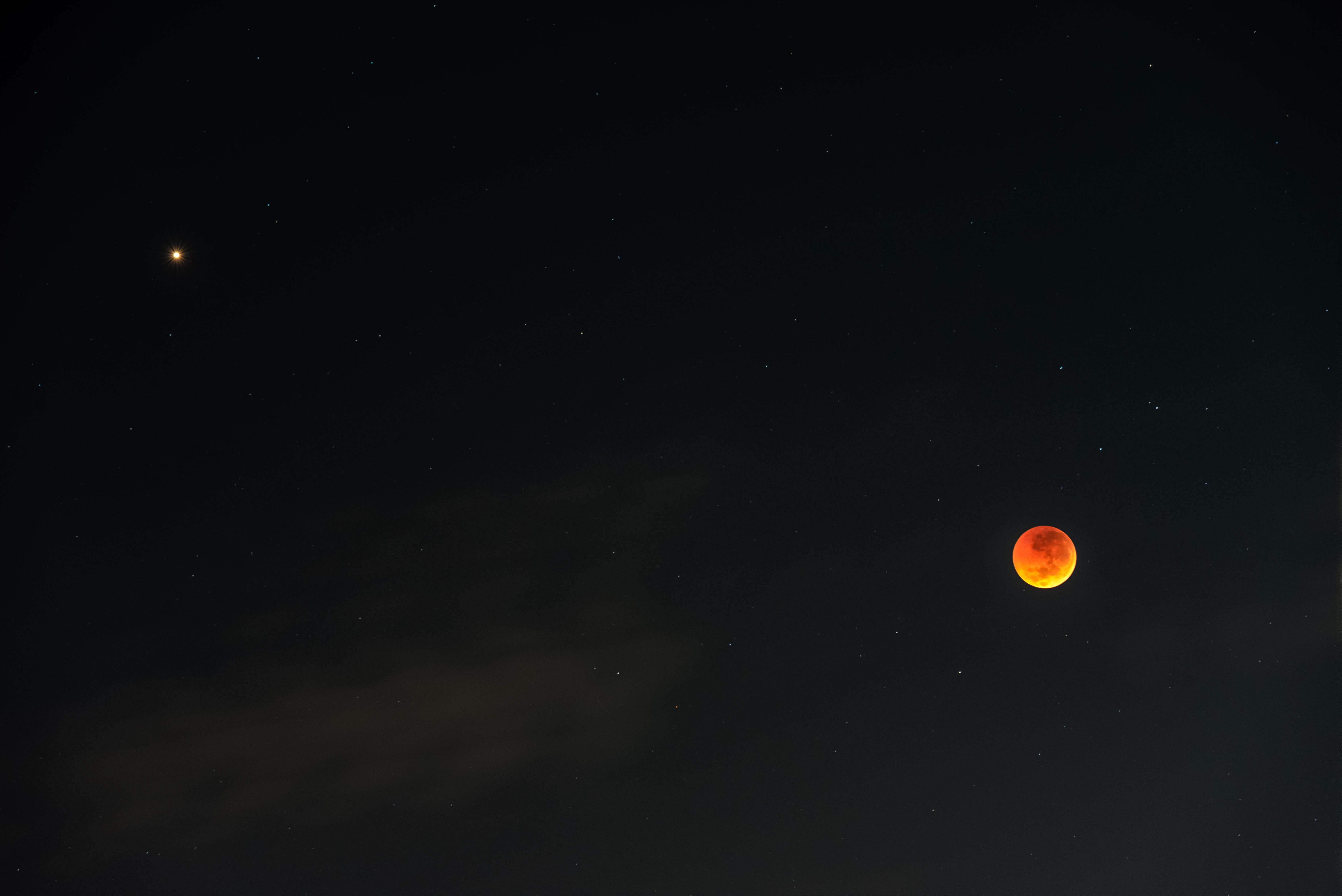
Wide angle view of the total lunar eclipse and Mars in Melbourne, Australia

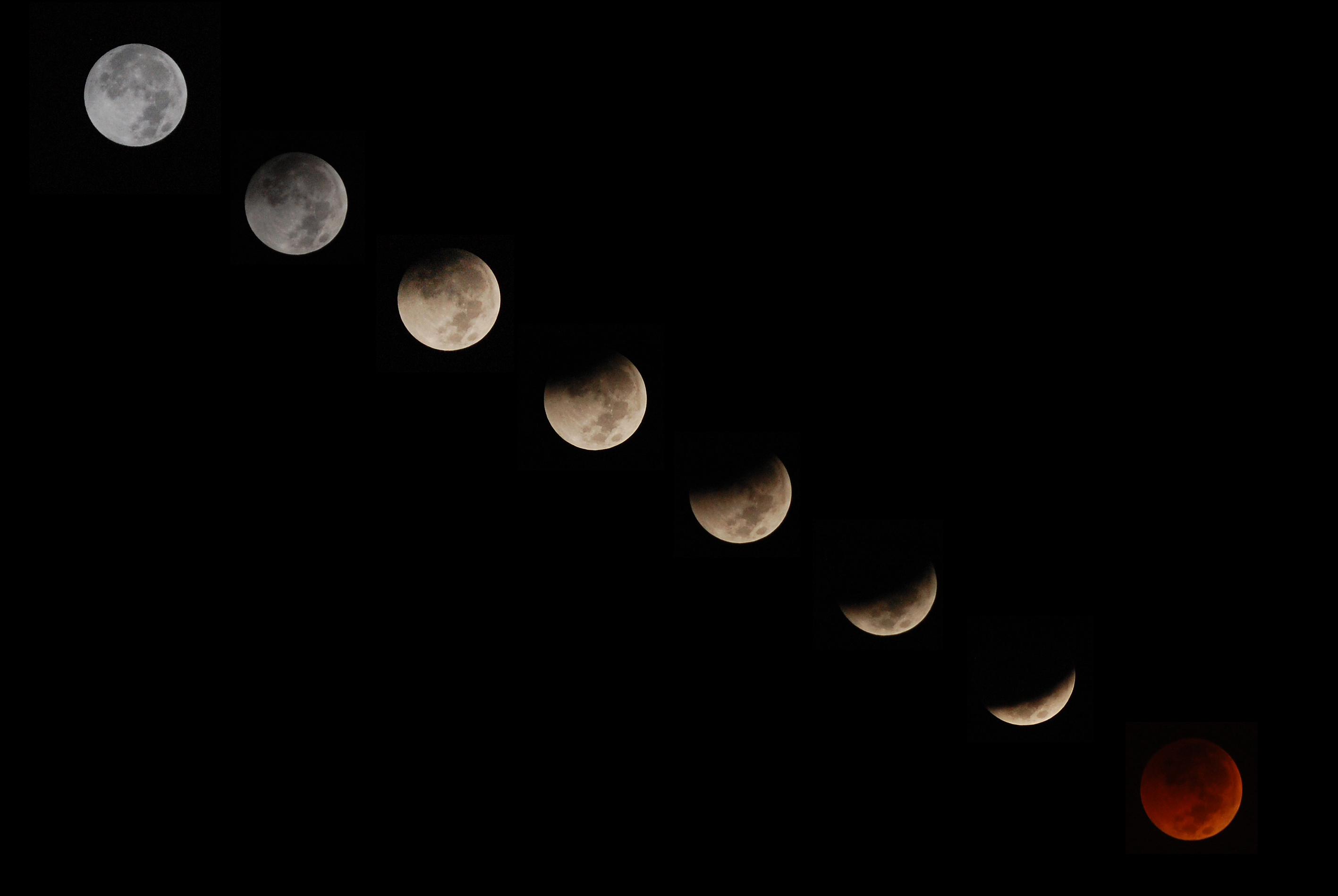
Sequence of the lunar eclipse seen from Davao City, Philippines

Nguyệt thực này hoàn toàn có thể nhìn thấy ở Đông Phi, Nam Phi, Đông Nam Á và Trung Á, nhìn thấy khi trăng mọc tại Nam Phi, Tây Phi và châu Âu, nhìn thấy khi trăng lặn tại Đông Á và Australia.
| Bản đồ khu vực nhìn thấy |